# Chavela Vargas
Chavela Vargas, fejlagtigt også Chabela, født Isabel Vargas Lizano, (17. april 1919 i Costa Rica – 5. august 2012) var en mexicansk rancherasanger.
Chavela Vargas blev født i Costa Rica og flyttede, da hun var omkring 14 år, til Mexico, hvor hun levede som gademusikant. I 1930'erne blev hun professionel musiker og fik hurtigt gang i en egentlig karriere. I 1940'erne og 1950'erne var Chavela Vargas konstant splittet mellem sit mangeårige alkoholmisbrug og musikkarrieren. Derfor udkom først i 1963 hendes første egentlige album. Siden har hun udgivet over 80 album.
Fra 1970'erne og mange år frem levede hun på grund af sit alkoholmisbrug et tilbagetrukket liv, med meget få offentlige optrædener. Hun gjorde et mislykket forsøg på comeback i slutningen af 1980'erne, men slog for alvor igennem igen, da den spanske filmskaber Pedro Almodóvar brugte en af hendes sange i filmen Høje hæle (Tacones Lejanos) i 1991. Hun optrådte stadig stort set til sin død og opnåede med tiden meget høj status for sit mangeårige virke og sin karismatiske person.
Hendes genre var den maskuline ranchera, som traditionelt kun synges af mænd. Alle hendes sange har altid handlet om kvinder – selv de enkelte sange hun har sunget, der oprindeligt var skrevet til mænd, blev næsten altid ændret.
Hendes homoseksualitet var aldrig nogen velbevogtet hemmelighed. Hun havde blandt andet et forhold til maleren Frida Kahlo, som skildres i filmen Frida, hvor Chavela Vargas også sang en del af lydsporet. Første gang hun offentligt udtalte sig om sin seksualitet var i 2000, hvor hun, 80 år gammel, officielt sprang ud af skabet i et colombiansk tv-show. Siden optrådte hun bl.a. ved den stort anlagte årlige homoparade i Madrid.
Chavela Vargas modtog i 2000 den spanske stats fornemmeste udmærkelse, Isabel la Católica ordenens store kors
I 2010 udgav Chavela i en alder af 91 år et nyt album med titlen Por mi culpa!. 

## Udgivelser
- 1991 Piensa en Mi
- 1991 Boleros
- 1995 Sentimiento de Mexico vol 1
- 1995 De Mexico Y del Mundo
- 1995 Le Canta a Mexico
- 1996 Volver, Volver
- 1996 Dos
- 1996 Grandes Momentos
- 1999 Coleccion de Oro
- 2000 Con la Rondalla del Amor de Saltillo
- 2000 Para Perder La Cabeza
- 2000 Las 15 Grandes de Chavela Vargas
- 2002 Grandes Exitos
- 2002 Para Toda la Vida
- 2002 Discografia Basica
- 2004 Antología
- 2004 Somos
- 2004 Macorina
- 2004 En Carnegie Hall
- 2004 La Llorona
- 2010 Por mi culpa!